# Cyanotis nyctitropa
Cyanotis nyctitropa är en himmelsblomsväxtart som beskrevs av Albert Deflers. Cyanotis nyctitropa ingår i släktet Cyanotis och familjen himmelsblomsväxter. Inga underarter finns listade.